# Taeromys punicans
Taeromys punicans är en däggdjursart som först beskrevs av Miller och Hollister 1921.  Taeromys punicans ingår i släktet Taeromys och familjen råttdjur. IUCN kategoriserar arten globalt som otillräckligt studerad. Inga underarter finns listade i Catalogue of Life.
Arten är bara känd från en mindre region på centrala Sulawesi. Dessutom hittades kvarlevor på Sulawesis sydvästra halvö. Individer hittades 1918 i en tropisk städsegrön skog.